# Seznam členů zastupitelstva Královéhradeckého kraje (2012–2016)
Seznam krajských zastupitelů Královéhradeckého kraje ve 4. volebním období (2012–2016).
Po volbách 2012 se do Zastupitelstva Královéhradeckého kraje dostaly následující subjekty:
- ČSSD – 12 mandátů
- KSČM – 11 mandátů
- Koalice pro Královéhradecký kraj (KDU-ČSL, HDK a VPM) – 7 mandátů
- ODS – 6 mandátů
- TOP 09 a STAN – 5 mandátů
- VČ – 4 mandáty

## Seznam zastupitelů
| Jméno, příjmení a tituly           | Zvolen(a) za    | Stranická příslušnost | Funkce                                                           | Poznámka                                                               |
| ---------------------------------- | --------------- | --------------------- | ---------------------------------------------------------------- | ---------------------------------------------------------------------- |
| JUDr. Miroslav Antl                | ČSSD            | nestr. za ČSSD        |                                                                  |                                                                        |
| MVDr. Pavel Bělobrádek, Ph.D.      | Koalice pro KHK | KDU-ČSL               |                                                                  |                                                                        |
| Jan Bém                            | ODS             | ODS                   |                                                                  | V září 2016 v zastupitelstvu nahradil Vladimíra Záleského.             |
| Mgr. Martina Berdychová            | VČ              | VČ                    | Předsedkyně výboru pro kulturu a památkovou péči (do ledna 2014) |                                                                        |
| Jan Birke                          | ČSSD            | ČSSD                  |                                                                  |                                                                        |
| JUDr. Ing. Rudolf Cogan, Ph.D.     | TOP 09 a STAN   | nestr. za STAN        | Předseda výboru pro sport, tělovýchovu a volnočasové aktivity    |                                                                        |
| Ing. Vladimír Derner               | Koalice pro KHK | KDU-ČSL               | Předseda kontrolního výboru                                      |                                                                        |
| Ing. Václava Domšová               | VČ              | nestr. za VČ          |                                                                  | Zemřela v červenci 2014. V zastupitelstvu ji nahradila Helena Rezková. |
| Josef Dušek                        | KSČM            | nestr. za KSČM        |                                                                  |                                                                        |
| Josef Dvořák                       | ČSSD            | ČSSD                  | Radní pro investice                                              |                                                                        |
| Lenka Fialová, DiS.                | KSČM            | nestr. za KSČM        |                                                                  |                                                                        |
| MUDr. Zdeněk Fink                  | Koalice pro KHK | HDK                   |                                                                  |                                                                        |
| Ing. Jiří Franc                    | ČSSD            | ČSSD                  | Předseda výboru pro výchovu, vzdělávání a zaměstnanost           |                                                                        |
| Bc. Lubomír Franc                  | ČSSD            | ČSSD                  | Hejtman Královéhradeckého kraje                                  |                                                                        |
| Jiří Gangur                        | KSČM            | KSČM                  |                                                                  |                                                                        |
| Ing. Karel Janeček                 | ČSSD            | ČSSD                  | Náměstek hejtmana pro dopravu                                    |                                                                        |
| Bc. Otakar Kalenda                 | ČSSD            | ČSSD                  | Předseda sociálního výboru                                       |                                                                        |
| Ing. Petr Kebus                    | KSČM            | nestr. za KSČM        | Předseda finančního výboru                                       |                                                                        |
| Ing. Petr Kilevník                 | ODS             | ODS                   |                                                                  |                                                                        |
| František Kinský                   | VČ              | nestr. za VČ          | Předseda výboru pro kulturu a památkovou péči (od ledna 2014)    |                                                                        |
| Ing. Pavel Louda                   | ODS             | ODS                   |                                                                  |                                                                        |
| PaedDr. Josef Lukášek              | KSČM            | KSČM                  | Radní pro sociální oblast                                        |                                                                        |
| Bc. Petr Luska                     | ČSSD            | ČSSD                  | Předseda výboru pro regionální rozvoj a cestovní ruch            |                                                                        |
| Ing. Anna Maclová                  | Koalice pro KHK | nestr. za KDU-ČSL     |                                                                  |                                                                        |
| Milan Maček                        | VČ              | VČ                    |                                                                  |                                                                        |
| JUDr. PhDr. Zdeněk Ondráček, Ph.D. | KSČM            | KSČM                  |                                                                  |                                                                        |
| Bc. Miloslav Plass                 | ODS             | ODS                   |                                                                  |                                                                        |
| Ing. Martin Puš                    | ODS             | ODS                   | Předseda výboru pro životní prostředí a zemědělství              |                                                                        |
| Helena Rezková                     | VČ              | VČ                    |                                                                  | V září 2014 v zastupitelstvu nahradila Václavu Domšovou.               |
| RSDr. Ing. Otakar Ruml             | KSČM            | KSČM                  | 1. náměstek hejtmana pro regionální rozvoj a územní plánování    |                                                                        |
| Ing. Jan Sobotka                   | TOP 09 a STAN   | nestr. za STAN        |                                                                  |                                                                        |
| Bc. Zdeňka Šárová                  | KSČM            | nestr. za KSČM        |                                                                  |                                                                        |
| Mgr. Táňa Šormová                  | KSČM            | nestr. za KSČM        | Radní pro školství a kulturu                                     |                                                                        |
| Ing. Pavel Šubr                    | TOP 09 a STAN   | nestr. za STAN        |                                                                  |                                                                        |
| MUDr. Miroslav Švábl               | TOP 09 a STAN   | nestr. za STAN        |                                                                  |                                                                        |
| Ing. Josef Táborský                | ČSSD            | ČSSD                  | Radní pro ekonomiku a evropské záležitosti                       |                                                                        |
| Ing. Jan Tippner                   | ČSSD            | ČSSD                  | Radní pro životní prostředí a zemědělství                        |                                                                        |
| MUDr. Pavel Trpák                  | ČSSD            | ČSSD                  | Předseda zdravotního výboru                                      |                                                                        |
| PharmDr. Jana Třešňáková           | ČSSD            | ČSSD                  | Radní pro zdravotnictví                                          |                                                                        |
| Ing. Miroslav Uchytil              | Koalice pro KHK | KDU-ČSL               |                                                                  |                                                                        |
| PaedDr. Jindřich Vedlich, Ph.D.    | TOP 09 a STAN   | TOP 09                |                                                                  |                                                                        |
| MUDr. Jiří Veselý                  | Koalice pro KHK | KDU-ČSL               |                                                                  |                                                                        |
| Miroslav Vlasák                    | ODS             | ODS                   |                                                                  |                                                                        |
| MUDr. Leoš Voborník                | KSČM            | nestr. za KSČM        |                                                                  |                                                                        |
| Ivan Vodochodský                   | Koalice pro KHK | nestr. za VPM         |                                                                  |                                                                        |
| František Vrabec                   | KSČM            | nestr. za KSČM        | Předseda výboru pro dopravu                                      |                                                                        |
| Ing. Vladimír Záleský              | ODS             | ODS                   |                                                                  | Zemřel v červenci 2016. V zastupitelstvu ho nahradil Jan Bém.          |